# Juan Schwartz Díaz-Flores
Juan Schwartz Díaz-Flores, diplomàtic espanyol que, des del seu lloc com a Cònsol d'Espanya a Viena (Àustria) va contribuir a la salvació de jueus perseguits pels nazis.
Shwartz, com altres diplomàtics espanyols, havia rescatat un vell decret promulgat per Primo de Rivera l'any 1924, en virtut del qual tots els qui demostressin ser d'origen sefardita, obtindrien immediatament la nacionalitat espanyola. Ocultaven que el decret havia expirat l'any 1931, però a Madrid no se'n recordaven i els nazis, naturalment, no ho sabien.